# Arrigo Miglio
Arrigo Miglio (San Giorgio Canavese, 18 de julho de 1942) é um cardeal italiano da Igreja Católica, arcebispo emérito de Cagliari.

## Vida
Depois de estudar no Seminário de Ivrea e no ano preparatório no Seminário de Turim, frequentou a Pontifícia Universidade Gregoriana e o Pontifício Instituto Bíblico de Roma, obtendo uma licenciatura em Teologia e uma licenciatura em Sagradas Escrituras.
Foi ordenado sacerdote em 23 de setembro de 1967, na Igreja de Santa Maria Assunta de San Giorgio Canavese, pelo bispo de Ivrea, Luigi Bettazzi.
Primeiro vigário paroquial, depois pároco em Ivrea, dirigiu a "Casa de Hospitalidade" e a Casa Alpina "Gino Pistoni" em Gressoney-Saint-Jean. Em 1980 ocupou o cargo de vigário para a pastoral e de 1981 a 1992 o de vigário-geral de Ivrea, durante o Episcopado de Dom Luigi Bettazzi. Foi também professor de Sagradas Escrituras na Faculdade Teológica do Norte da Itália, assistente nacional adjunto dos Escoteiros da Itália e Assistente Geral da AGESCI, além de assistente eclesiástico do Instituto Secular dos Missionários do Amor Infinito.
O Papa João Paulo II o nomeou bispo de Iglesias em 25 de março de 1992, recebendo a consagração em 25 de abril, na Catedral de Ivrea, por Luigi Bettazzi, bispo de Ivrea, coadjuvado por Ottorino Pietro Alberti, arcebispo de Cagliari e Giovanni Cogoni, bispo emérito de Iglesias.
Em 20 de fevereiro de 1999 foi transferido para a diocese de Ivrea, período em que foi Secretário da Conferência Episcopal Piemontesa e Presidente da Comissão Científica e organizador das Semanas Sociais dos Católicos Italianos.
Em 25 de fevereiro de 2012, o Papa Bento XVI o nomeou Arcebispo Metropolitano de Cagliari. No dia 18 de abril seguinte, tomou posse canônica da arquidiocese por procuração. No dia 22 de abril chega a Cagliari para realizar o tradicional dia de retiro espiritual que antecede o início do ministério episcopal e para encontrar, no dia seguinte, os jovens da arquidiocese.
No dia 24 de abril entra solenemente na arquidiocese, com uma cerimônia no Bonaria, coincidindo com a festa de Madonna di Bonaria. Como primeiro ato de governo, confirma em seus cargos os vigários gerais e episcopais da arquidiocese.
O Papa Francisco aceitou sua renuncia em 16 de novembro de 2019.
Durante o Regina Caeli de 29 de maio de 2022, o Papa Francisco anunciou sua criação como cardeal no Consistório ocorrido em 27 de agosto. Recebeu o anel cardinalício, o barrete vermelho e o título de cardeal-presbítero de São Clemente.